# Deutsche Reichsbahn (NRD)
Deutsche Reichsbahn (DR) – kolej państwowa w Niemieckiej Republice Demokratycznej utworzona w 1949 r.
Według stanu z 1 stycznia 1993 DR miała 4509 km linii zelektryfikowanych, co stanowiło 32,1% sieci.
Po zjednoczeniu Niemiec, w ramach reformy kolei, połączona została w 1994 r. z Deutsche Bundesbahn i weszła w skład holdingu Deutsche Bahn AG.

## Kontrowersje
W 2014 r. magazyn telewizyjny „Report Mainz” (odwołując się do wniosków z badań przeprowadzonych na zlecenie Zrzeszenia Organizacji Ofiar Reżimu Komunistycznego) poinformował, że Deutsche Reichsbahn korzystały na dużą skalę z pracy przymusowej więźniów politycznych. Kierujący badaniami Christian Sachse powiedział: 

Możemy już teraz zaświadczyć, że Deutsche Reichsbahn ciągnęły ogromne korzyści z pracy więźniów politycznych w latach 1951–1989. Przymuszani do pracy więźniowie polityczni byli zatrudniani przy zajęciach wymagających dużego wysiłku fizycznego i szkodliwych dla zdrowia. Wypłacano im tak niskie wynagrodzenie, że można śmiało mówić o najzwyklejszym wyzysku.

Pełnomocniczka rządu federalnego do spraw nowych landów Iris Gleicke (SPD) wezwała Deutsche Bahn do rozliczenia się z historią i wypłacenia odszkodowań.